# Delaware (Ohio)
Pour les articles homonymes, voir Delaware (homonymie).
Delaware est une ville américaine située dans l'État de l'Ohio. Fondée en 1808, elle est le siège du comté de Delaware.

## Démographie
Selon le recensement de 2000, sa population est 25 246 habitants. En 2005 ; la population est passée à 41 302 habitants au recensement de 2020.

## Géographie
La ville est située à environ 37 kilomètres au nord de Columbus et fait partie de l'aire métropolitaine de la capitale de l’Ohio. La rivière Olentangy traverse la ville. Sa superficie totale est de 39,1 km². Elle abrite l'université wesleyenne de l'Ohio, fondée en 1842.

## Personnalités liées à la ville
C'est aussi la ville natale de Rutherford B. Hayes, 19ème président des États-Unis.